# Triadillo annandalei
Triadillo annandalei là một loài chân đều trong họ Armadillidae. Loài này được Collinge miêu tả khoa học năm 1914.